# Noctitrella tranquilla
Noctitrella tranquilla är en insektsart som beskrevs av Andrej Vasiljevitj Gorochov 1990. Noctitrella tranquilla ingår i släktet Noctitrella och familjen syrsor. Inga underarter finns listade i Catalogue of Life.